# Lijst van Dancesmashes in 2013
Deze hits waren in 2013 Dancesmash op Radio 538:
| Nr.  | Bekendgemaakt op | Artiest                                              | Titel                                       | Hoogste positie in Top 40 |
| ---- | ---------------- | ---------------------------------------------------- | ------------------------------------------- | ------------------------- |
| 973  | 4 januari        | Redfoo                                               | Bring out the bottles                       | tip2                      |
| 974  | 11 januari       | Hardwell ft. Amba Shepherd                           | Apollo                                      | 26                        |
| 975  | 18 januari       | Yanou ft. Falco Luneau                               | 25 lightyears away                          | tip5                      |
| 976  | 25 januari       | Armin van Buuren ft. Fiora                           | Waiting for the night                       | 23                        |
| 977  | 1 februari       | Daddy's Groove                                       | Stellar                                     | tip1                      |
| 978  | 8 februari       | Duke Dumont ft. A*M*E                                | Need u (100%)                               | 18                        |
| 979  | 15 februari      | Sharon Doorson                                       | High on your love                           | 12                        |
| 980  | 22 februari      | Afrojack vs. Keane                                   | Sovereign light café (Afrojack remix)       | 22                        |
| 981  | 1 maart          | Nicky Romero & Nervo                                 | Like home                                   | tip2                      |
| 982  | 8 maart          | Klangkarussell                                       | Sonnentanz                                  | 1(2wk)                    |
| 983  | 15 maart         | Billy The Kit ft. Nathan Duvall                      | Burn it down                                | 35                        |
| 984  | 22 maart         | Major Lazer ft. Busy Signal, The Flexican & FS Green | Watch out for this (Bumaye)                 | 6                         |
| 985  | 29 maart         | Afrojack ft. Chris Brown                             | As your friend                              | 30                        |
| 986  | 5 april          | Armin van Buuren ft. Trevor Guthrie                  | This is what it feels like                  | 3                         |
| 987  | 12 april         | Showtek                                              | Slow down                                   | 18                        |
| 988  | 19 april         | Will.i.am ft. Justin Bieber                          | #thatPOWER                                  | 14                        |
| 989  | 26 april         | The Aston Shuffle vs. Tommy Trash                    | Sunrise (Won't get lost)                    | tip6                      |
| 990  | 3 mei            | Calvin Harris ft. Ellie Goulding                     | I need your love                            | 29                        |
| 991  | 10 mei           | Sebastian Ingrosso ft. Tommy Trash & John Martin     | Reload                                      | tip2                      |
| 992  | 17 mei           | Rihanna ft. David Guetta                             | Right now                                   | 28                        |
| 993  | 24 mei           | Rasmus Faber ft. Linus Nordan                        | We laugh, we dance, we cry                  | tip2                      |
| 994  | 31 mei           | Sharon Doorson                                       | Killer                                      | 25                        |
| 995  | 7 juni           | Chris Malinchak                                      | So good to me                               | 7                         |
| 996  | 14 juni          | Michel Cleis                                         | Hey lady luck                               | 12                        |
| 997  | 21 juni          | Martin Solveig ft. The Cataracs & Kyle               | Hey now                                     | tip4                      |
| 998  | 28 juni          | Tiësto ft. Kyler England                             | Take me                                     | tip1                      |
| 999  | 5 juli           | Stromae                                              | Papaoutai                                   | 2                         |
| 1000 | 12 juli          | Martin Garrix                                        | Animals                                     | 3                         |
| 1001 | 19 juli          | Henrik B, Niklas Gustavsson & Peter Johansson        | Echoes                                      | 33                        |
| 1002 | 26 juli          | Ninetoes                                             | Finder                                      | 25                        |
| 1003 | 2 augustus       | Showtek & Noisecontrollers                           | Get loose (Tiësto remix)                    | 24                        |
| 1004 | 9 augustus       | Calvin Harris & Ayah Marar                           | Thinking about you                          | 18                        |
| 1005 | 16 augustus      | Blasterjaxx                                          | Faith                                       | tip1                      |
| 1006 | 23 augustus      | Nicky Romero & Krewella                              | Legacy (Save my life)                       | tip10                     |
| 1007 | 30 augustus      | Eelke Kleijn                                         | Ein Tag am Strand                           | 9                         |
| 1008 | 6 september      | Avicii                                               | You make me                                 | 20                        |
| 1009 | 13 september     | DVBBS & Borgeous                                     | Tsunami                                     | 1(4wk)                    |
| 1010 | 20 september     | Armin van Buuren & Cindy Alma                        | Beautiful life                              | 29                        |
| 1011 | 27 september     | Showtek ft. We Are Loud & Sonny Wilson               | Booyah                                      | 14                        |
| 1012 | 4 oktober        | Mark Knight & Funkagenda                             | Man with the red face (Hardwell remix)      | 34                        |
| 1013 | 11 oktober       | Avicii                                               | Hey brother                                 | 1(4wk)                    |
| 1014 | 18 oktober       | Fedde le Grand & DI-RECT                             | Where we belong                             | 24                        |
| 1015 | 25 oktober       | Parra For Cuva ft. Anna Naklab                       | Wicked games                                | 5                         |
| 1016 | 1 november       | Alesso & Calvin Harris ft. Hurts                     | Under control                               | tip2                      |
| 1017 | 8 november       | Martin Garrix & Jay Hardway                          | Wizard                                      | 13                        |
| 1018 | 15 november      | Hardwell & Matthew Koma                              | Dare you                                    | 31                        |
| 1019 | 22 november      | Yellow Claw & Rochelle                               | Shotgun                                     | 10                        |
| 1020 | 29 november      | Klingande                                            | Jubel                                       | 9                         |
| 1021 | 6 december       | Tiësto                                               | Red lights                                  | 22                        |
| 1022 | 13 december      | Don Diablo & Matt Nash                               | Starlight (Otto Knows remix)                | tip3                      |
| 1023 | 20 december      | R.I.O. ft. U-Jean                                    | Komodo (Hard nights)                        | tip3                      |
| 1024 | 27 december      | Fatboy Slim & Riva Starr ft. Beardyman               | Eat sleep rave repeat (Calvin Harris remix) | 8                         |

1994 ·
1995 ·
1996 ·
1997 ·
1998 ·
1999 ·
2000 ·
2001 ·
2002 ·
2003 ·
2004 ·
2005 ·
2006 ·
2007 ·
2008 ·
2009 ·
2010 ·
2011 ·
2012 ·
2013 ·
2014 ·
2015 ·
2016 ·
2017 ·
2018 ·
2019 ·
2020 ·
2021 ·
2022 ·
2023 ·
2024 ·
2025